# Prónai Antal
Prónai Antal, született Czeczkó Antal (Lissó, 1871. december 29. – Budapest, 1914. május 29.) irodalomtörténész, piarista szerzetes, a budapesti piarista gimnázium tanára, a Magyar Középiskola című folyóirat szerkesztője.

## Élete és munkássága
1889-ben lépett a piarista rendbe. 1891-től Nyitrán teológiát, 1893-tól a budapesti egyetemen kezdett tanulmányokat, amelyeket követően 1895-ben bölcsészdoktori, 1896-ban tanári diplomát sikerült szereznie. 1895-től 1912-ig a budapesti piarista gimnáziumban tanított. Fiatalon hunyt el, alig 43 éves korában.
Leginkább rendjének irodalmi munkásságával foglalkozott. Különösen az iskolai drámák kialakulását kutatta lelkiismeretes tudományos elmélyedéssel. Irodalomtörténeti művein kívül középiskolai tankönyveket és ifjúsági műveket írt. Ő indította meg a később külföldön is elterjedt Juventus című latin nyelvű folyóiratot. 1907-ben egyik megszervezője volt a Katolikus Középiskolai Tanáregyesületnek, 1908-től pedig haláláig szerkesztette ennek folyóiratát, a Magyar Középiskolát.

## Művei

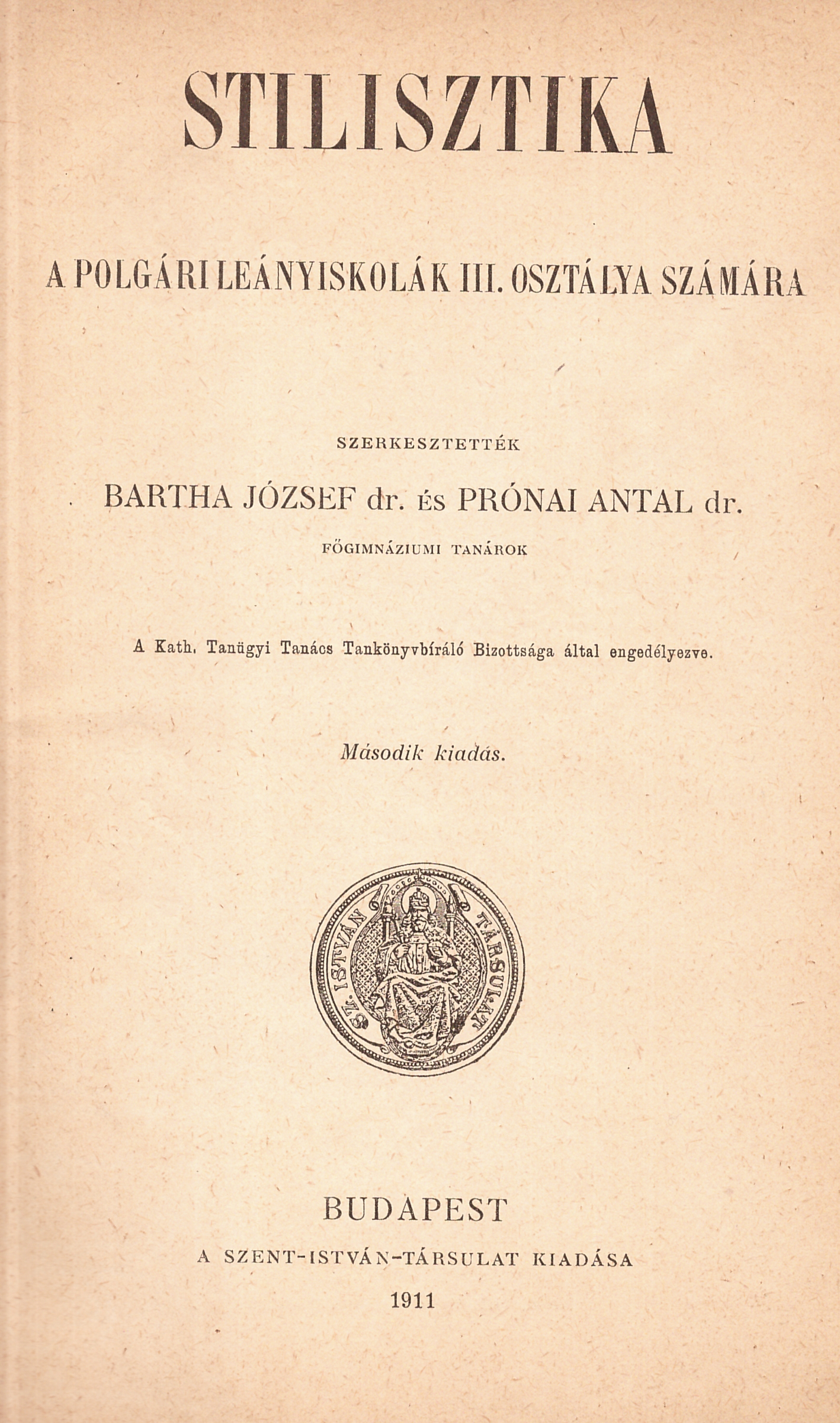
Bartha József–Prónai Antal: Stilisztika (1911)

- Czeczkó Antal: A két czinkos. Elbeszélés; Szent István Társulat., Bp., 1892 (Népiratkák)
- A kis Jézus. Legendák a gyermeki Jézusról. Budapest, 1895.
- Simai „Váratlan vendége” és „Mesterséges ravaszsága”. Budapest, 1895 (Czeczkó Antal néven)
- Két falusi történet. Budapest, 1896. (Népiratkák 117.)
- Kis barátaimnak. Versek, történetek. Budapest, 1899.
- A piarista iskolák kezdete. Budapest, 1899.
- Magyar olvasó. I. gimnáziumi osztály számára. Budapest, 1900.
- Magyar olvasó II. gimnáziumi osztály számára. Budapest, 1901.
- Magyar olvasó III. gimnáziumi osztály számára. Budapest, 1902.
- Dugonics András életrajza. Szeged, 1903 (A szegedi Dugonics-Társaság pályadíjával kitüntetett mű.)
- Futó csillagok. Budapest, 1903 (Ifjan elhunyt magyar írók jellemrajzai.)
- Stilisztika. Bartha Józseffel. Budapest, 1903.
- Rákóczi zászlója. Melodráma zenével. Budapest, 1904.
- Nagyasszonyunk. Melodráma zenével. Budapest, 1904.
- Retorika. Bartha Józseffel. Budapest, 1904.
- Poetika. Bartha Józseffel. Budapest, 1905.
- Az egri leány gyűrűje. Tört. színmű. Budapest, 1905.
- A piarista diák kis kalauza. Budapest, 1905.
- Új szavalókönyv; szerk. Prónai Antal; Szent István Társulat, Bp., 1906
- Dugonics András Etelkája. Szemelvényekkel; összeáll., bev. Prónai Antal; Szent István Társulat, Bp., 1906 (Irodalomtörténeti olvasmányok)
- A piaristák színjátéka Pesten a 18. században. Budapest, 1907.
- Csaplár Benedek emlékezete. Budapest, 1907.
- Olvasókönyv I–II. Budapest, 1909.
- Írásművek I–II. Bartha Józseffel. Budapest, 1909.
- Irodalmi olvasókönyv. Bartha Józseffel. Budapest, 1909.
- A magyar irodalom története. Két kötet. Budapest, 1910–1911 (Középiskolai tankönyv.)
- Az iskolai színjátszás a 18. század társadalmának életében. (Békefi-emlékkönyv., 1912)
- Drámai olvasmányok. Budapest, 1912.
- Görögpotló irodalmi olvasmányok. I. rész Friml Aladárral. Budapest, 1913.
- Irodalomtörténeti olvasókönyv. Sík Sándorral. Budapest, 1920.